# Схерия
Схерия (др.-греч. Σχερία или Σχερίη) — область в древнегреческой мифологии, впервые упомянутая в «Одиссее» Гомера как родина феаков и последняя остановка Одиссея в его 10-летнем пути перед возвращением на родную Итаку.
Толкователи Гомера отождествляли Схерию с островом Керкира (Корфу) в 110 км от Итаки. Однако географ Страбон помещал Схерию посреди Атлантического океана.

## От Огигии до Схерии
Покидая Огигию, Одиссей построил плот и поплыл на нём на восток, следуя указаниям Калипсо, ориентируясь по звёздам. На восемнадцатый день пути перед Одиссеем явились тёмные горы земли феаков, которые выглядели как щит в глубине тумана. Но Посейдон заметил его плот и, желая отомстить за своего сына Полифема, ослеплённого Одиссеем, вызвал бурю. После трёх дней борьбы с волнами Одиссея, наконец, прибивает к Схерии.

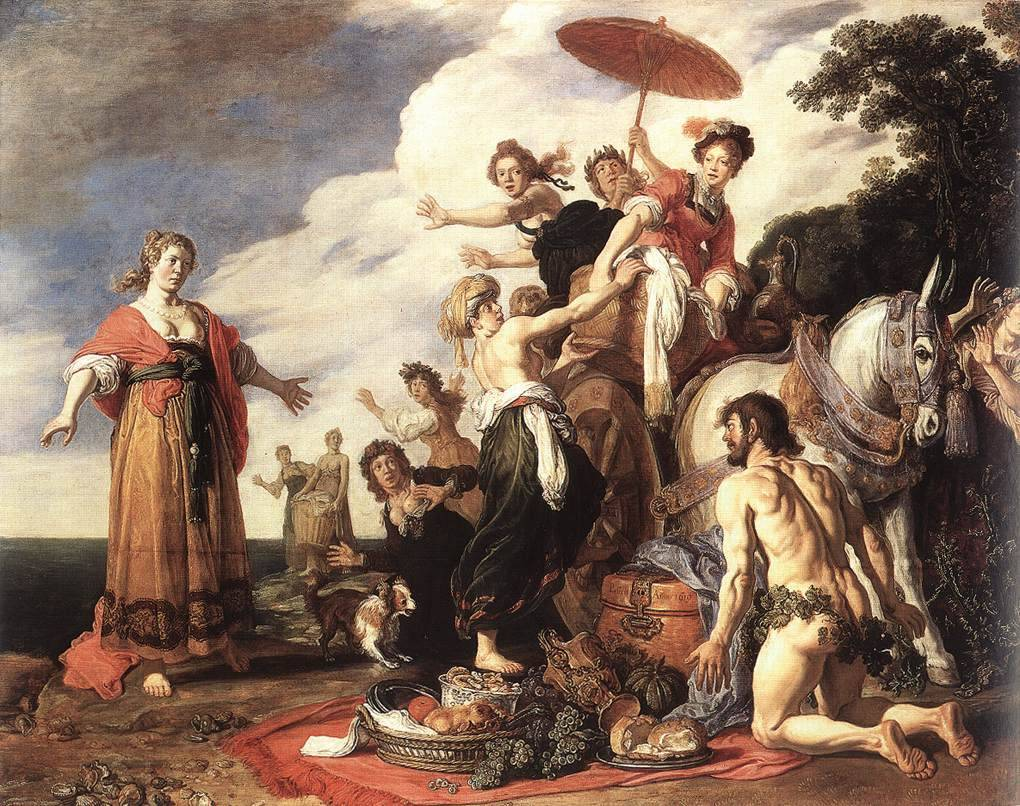
Питер Ластман. Одиссей и Навсикая (масло, холст, 1619; Старая пинакотека, Мюнхен)

## Одиссей встречает Навсикаю

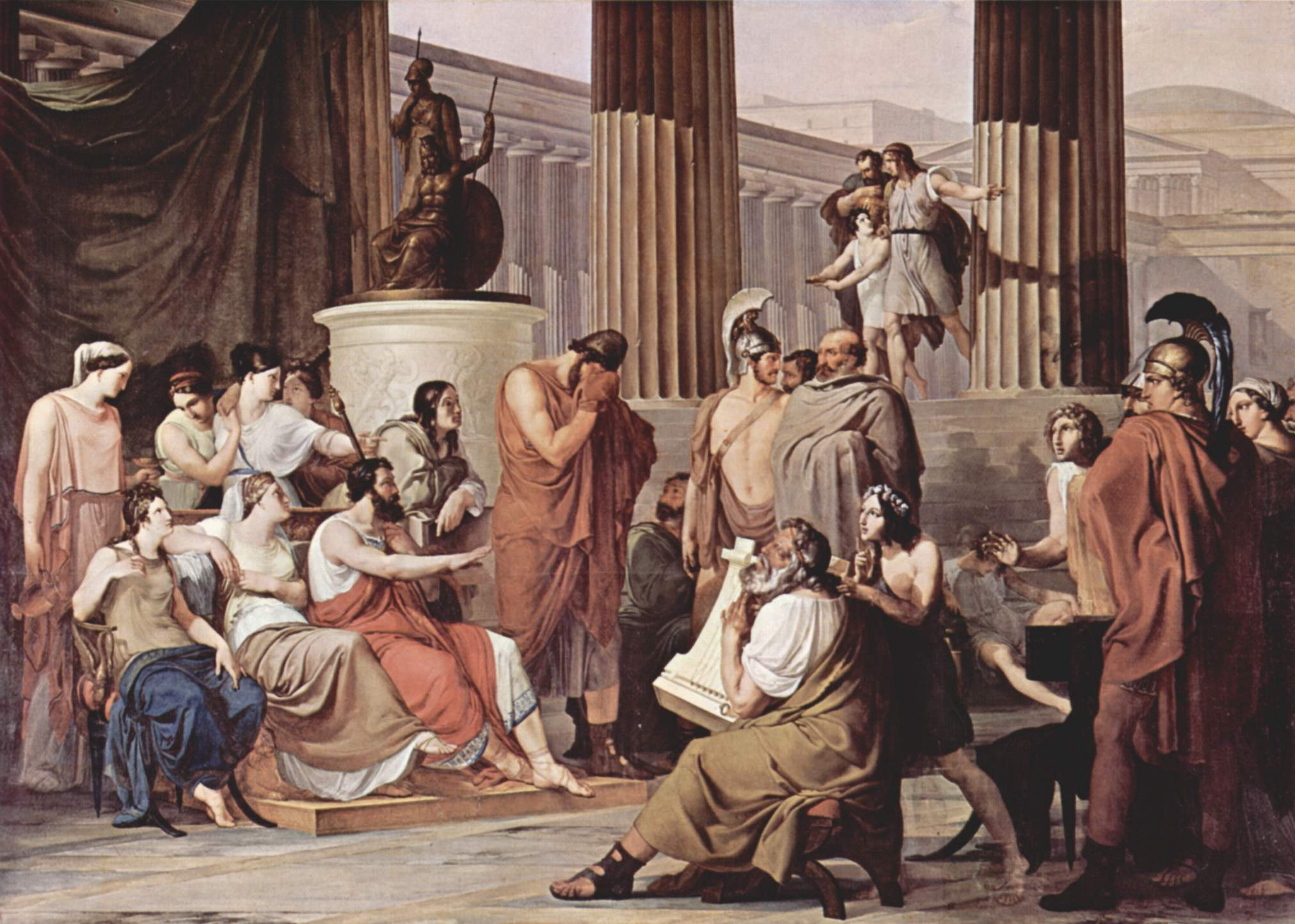
Франческо Айец Одиссей при дворе Алкиноя (масло, холст, ок. 1815; Музей Каподимонте, Неаполь)

Тем временем богиня Афина пробирается во дворец, переодевшись дочерью морехода, и поторопила Навсикаю (дочь царя Алкиноя) в её сне пойти на берег моря и постирать свою одежду. На следующее утро Навсикая и её служанки отправились на берег моря, а после стирки одежды начали играть на пляже, смеясь и крича. Одиссей, измученный своим приключением и спавший неподалеку, проснулся от этого шума. Он, прикрывая свою наготу большими листьями, пошёл просить помощи у девушек. Увидев неопрятного Одиссея в подобном состоянии, служанки разбежались, но Навсикая, ободрённая Афиной, осталась на месте и заговорила с ним. В оправдание служанок она отметила, что феаки — «самые дальние из людей, и никакие другие смертные не знакомы с ними», поэтому они и убежали, так как никогда прежде не видели незнакомца. Навсикая, будучи гостеприимной, дала Одиссею одежду, еду и питье, а затем направила его во дворец царя Алкиноя.

## Дворец царя Алкиноя
Следуя указанию Навсикаи, Одиссей попытался войти во дворец царя Алкиноя и попросить милости у царицы Ареты, чтобы вернуться домой. По пути во дворец Одиссей встретил Афину, представшую в облике местной девушки. Она посоветовала ему, как войти во дворец. Афина, зная, что феаки враждебно относятся к чужеземцам, окутала Одиссея туманом, скрывшим его от глаз феаков. Под покровительством Афины Одиссей прошёл через все защитные системы дворца и вошёл в покои царя Алкиноя. Одиссей обхватил руками ноги царицы и стал умолять её о милости. Естественно, Алкиной и его придворные были удивлены, увидев незнакомца, вошедшего в их охраняемый дворец. Только после того, как Эхеней, старейшина феаков, убедил царя Алкиноя принять чужестранца, Одиссею было оказано гостеприимство.
Парадные двери дворца Алкиноя были украшены по бокам двумя собаками из серебра и золота, изготовленными Гефестом. Стены дворца были сделаны из бронзы, которая «сияет, как солнце», и имели золотые ворота. За стенами находился великолепный сад с яблонями, грушами и гранатовыми деревьями, плодоносящими круглый год. Дворец был даже оборудован системой освещения, состоящей из золотых статуй юношей с факелами. После того как Одиссей рассказал Алкиною и его придворным историю своих приключений после окончания Троянской войны, феаки отвезли его на Итаку на одном из своих кораблей.

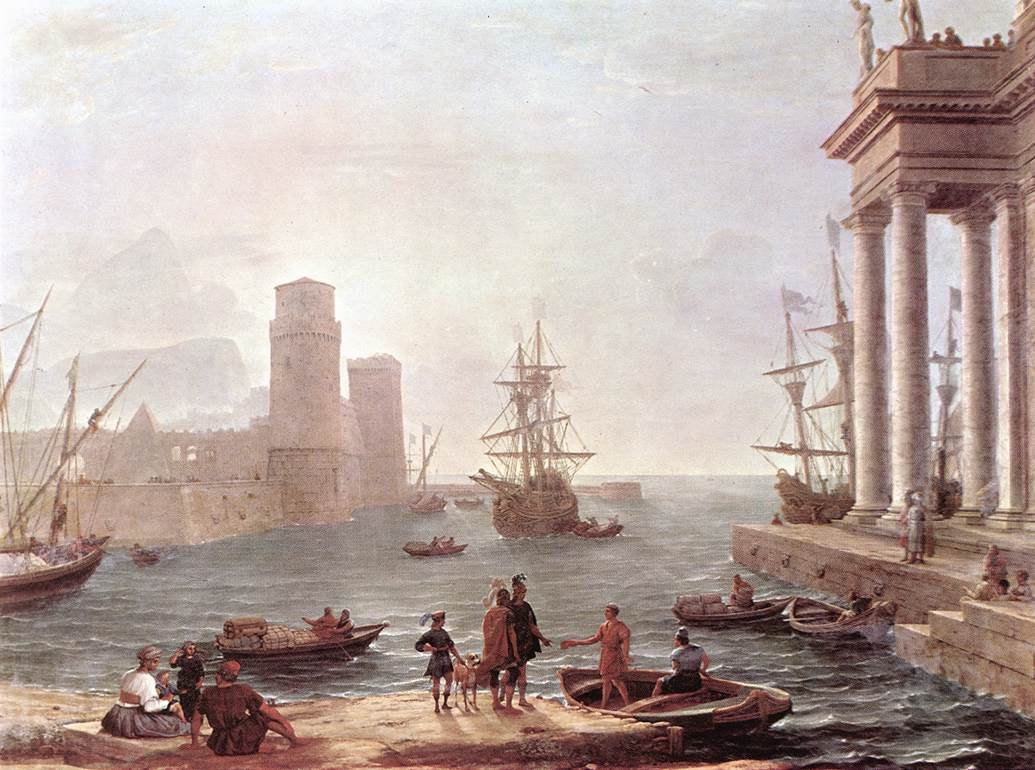
Клод Лоррен Отплытие Улисса с острова феаков (холст, масло, 1646; Лувр, Париж)

## Корабли феаков
У феаков были замечательные корабли. Они сильно отличались от пентеконторов, кораблей, использовавшихся во время Троянской войны, и управлялись мыслью. Царь Алкиной говорит, что феаки перевезли Радаманта на Эвбею, «которая находится дальше всех других мест», и вернулись обратно в тот же день. Он также объяснил Одиссею, какого рода информация требуется кораблям феаков, чтобы доставить его домой на Итаку:
Землю, и град, и народ свой потом назови, чтоб согласно

С волей твоей и корабль наш свое направление выбрал;

Кормщик не правит в морях кораблем феакийским; руля мы,

Нужного каждому судну, на наших судах не имеем;

Сами они понимают своих корабельщиков мысли;

Сами находят они и жилища людей, и поля их

Тучнообильные; быстро они все моря обтекают,

Мглой и туманом одетые; нет никогда им боязни

Вред на волнах претерпеть иль от бури в пучине погибнуть.
Гомер сравнивает корабли феаков с соколами и ярко описывает их:
Путь свой корабль, воздвигая корму, побежал, и, пурпурной

Сзади волной напирая, его многошумное море

Мчало вперед; беспрепятственно плыл он; и сокол, быстрейший

Между пернатыми неба, его не догнал бы в полете, —

Так он стремительно, зыбь рассекая, летел через море.

## Географическое расположение Схерии

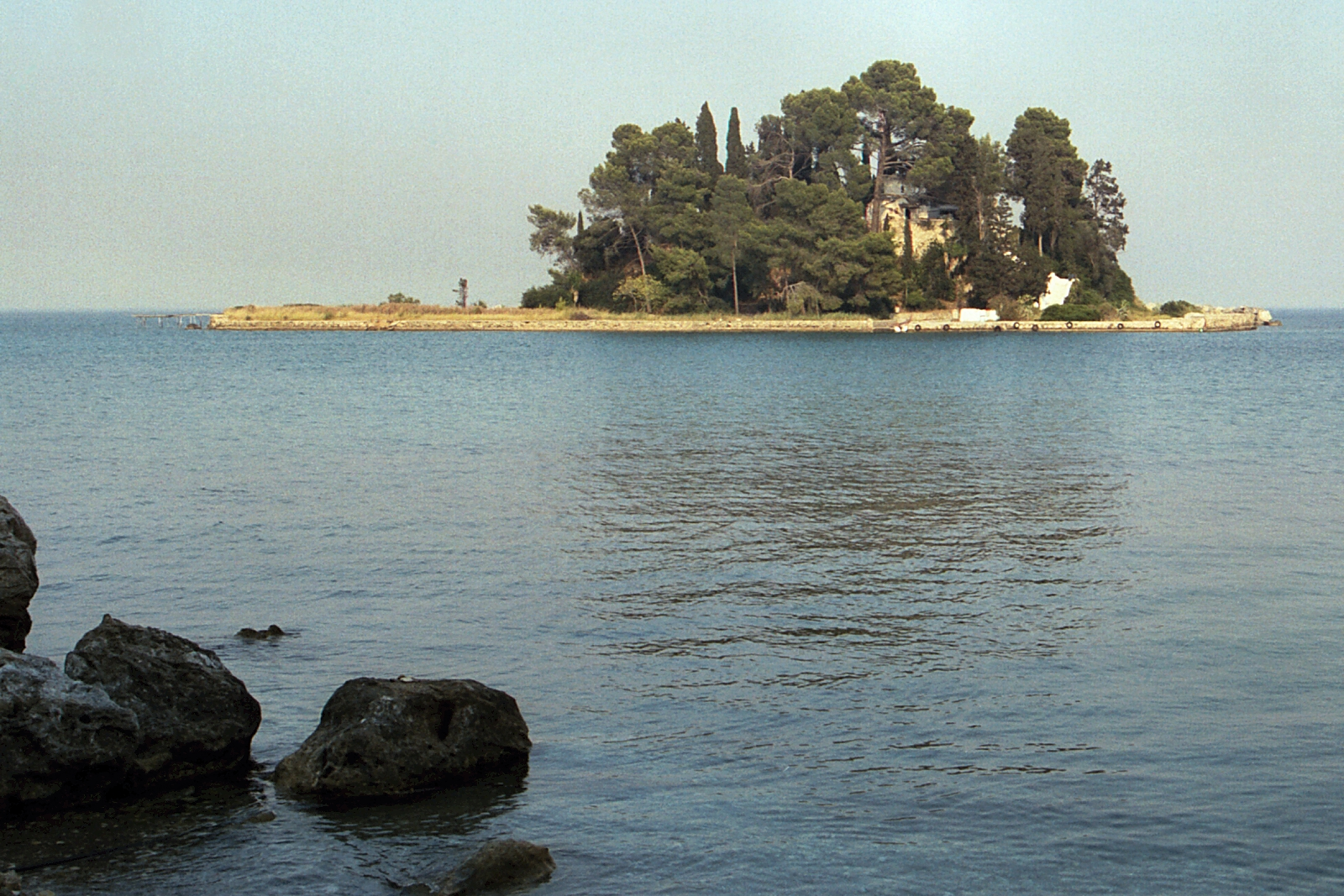
Пондиконисион, предполагаемый окаменевший корабль феаков, расположенный недалеко от Керкиры

Многие древние и современные толкователи Гомера предпочитают отождествлять Схерию с островом Керкира, который находится в пределах 110 км от Итаки. Фукидид в своей «Истории» отождествляет Схерию с Керкирой. Он описал в книге возмущение коринфян керкирянами, которые «не могли подавить своей гордости за силу флота своего острова, морская слава которого восходит ко временам его древних обитателей, феаков.» Местные жители Керкиры издавна утверждали это, указывая на островок Пондиконисион за гаванью Керкиры, который предположительно является кораблём, который доставил Одиссея домой на Итаку, но был превращён в камень Посейдоном в наказание феаков за помощь его врагу.
Феаки не участвовали в Троянской войне. Греческое название Φαίακες происходит от φαιό, переводимого как «серый». Феаки в «Одиссее» не знали Одиссея (хотя слышали о нём, о чём свидетельствуют рассказы Демодока), поэтому они называли его «чужестранцем». Одиссей, однако, был царём большинства Ионических островов, не только Итаки:
Царь Одиссей предводил кефалленян, возвышенных духом,

Живших в Итаке мужей и при Нерите трепетолистном;

Чад Крокилеи, пахавших поля Эгилипы суровой,

В власти имевших Закинф и кругом обитавших в Самосе.
Поэтому, если бы Схерия была бы Керкирой, было бы удивительно, что жители одного из Ионических островов не знали Одиссея. Более того, когда Одиссей открывает свою личность, он говорит феакам: «И в далёкой стране я считался вам гостем любезным», что указывает на то, что Схерия была далека от Итаки.
Многие черты феаков, включая их мореходство и спокойный образ жизни, наводят на мысль о минойском Крите. Стены их дворца, сиявшие подобно Солнцу, были покрыты не бронзой, а орихалком. Последнее сходство также наводит на мысль о соотнесении Схерии с рассказом Платона об Атлантиде. Елена Блаватская в своей «Тайной доктрине» (1888) пишет:
Не Платон измыслил Атлантиду, ибо Гомер также говорит в своей Одиссее об атлантах и об их островах. Потому предание древнее, нежели бард Улисса.
С древних времён некоторые учёные, изучавшие труд и географию Гомера, выдвигали предположения, что Схерия находилась в Атлантическом океане. Среди них были Страбон и Плутарх.

### Версия Страбона
Примерно через восемь столетий после жизни Гомера географ Страбон критиковал Полибия за его географию «Одиссеи». Он предположил, что Схерия и Огигия находились в середине Атлантического океана.